# Svartpunktvecklare
Svartpunktvecklare (Metendothenia atropunctana) är en fjärilsart som först beskrevs av Zetterstedt 1839.  Svartpunktvecklare ingår i släktet Metendothenia, och familjen vecklare. Arten är reproducerande i Sverige.